# Мухтаров, Гусейн
Гусейн Мухта́ров (1914—1980) — советский туркменский драматург. Лауреат Сталинской премии третьей степени (1951). Член ВКП(б) с 1950 года.

## Биография
Г. Мухтаров родился 11 июля 1914 года в Мешхеде (Иран). В 1953 году окончил Литературный институт имени А. М. Горького. В 1954—1966 годах председатель Союза кинематографистов Туркменской ССР, председатель Комитета СМ Туркменской ССР по кинематографии. Печатался с 1941 года. автор пьес, киносценариев, балетных и оперных либретто.

## Пьесы
- «Любовь и клевета» (1943)
- «Семья Аллана» («Честь семьи») (1949)
- «Сын пастуха» (1950)
- «Весёлый гость» (1954)
- «Тридцатые годы» (1958)
- «Кто преступник ?» (1963)
- «Бен Шик в огне» (1971)
- «Красивая» (1972)

## Постановки
- 1951 — «Честь семьи» (латыш. «Ģimenes gods») был поставлен Рижским ТЮЗом на латышском языке

## Экранизации
- 1954 — Сын пастуха — по одноимённой пьесе.
- 1956 — Честь семьи — по пьесе «Семья Аллана».

## Награды и премии
- Сталинская премия третьей степени (1951) — за пьесу «Семья Аллана» (1949), поставленную Мурадом Сеидниязовым в Ашхабадском драматическом театре имени И. В. Сталина
- орден Трудового Красного Знамени (28.10.1955)[1]
- орден «Знак Почёта» (28.11.1949)
- ещё один орден и медали